# Josep-Francesc Delgado i Mercader
Josep-Francesc Delgado i Mercader   (Barcelona, 6 de febrer de 1960) és un escriptor català nascut a Barcelona el 1960. També ha treballat com a professor de secundària. Va passar la seva infantesa a Sitges, Mallorca i Menorca. L'any 1977 inicia les carreres d'Història i de Filologia Catalana a la Universitat Autònoma de Barcelona i comença l'activitat literària amb poesia i narrativa curta, que li val diversos reconeixements que l'animen a escriure.

## Obra publicada
Durant el 1987-1988 escriu la primera novel·la: Si puges al Sagarmatha quan fumeja neu i vent. (premi Joaquim Ruyra 1987) És una novel·la que situa l'acció a l'Himàlaia, on un grup d'alpinistes catalans s'ha proposat arribar al cim de l'Everest (Sagarmatha en nepalès). El misteri gira al voltant de la desaparició de la Mireia, l'única membre dona de l'expedició. Els membres d'aquesta expedició es reuneixen uns mesos després dels fets a Barcelona per reviure les aventures al Sagarmatha. Els ajuden la lectura de les cartes escrites pels expedicionaris al germà de la Mireia, el diari de la noia i les noves informacions donades per Reinhold Messner, escalador que havia pujat anteriorment al cim, i el mateix germà de la Mireia. Finalment tot lliga amb les prediccions que li havia fet el Gran Lama a la Mireia i s'aclareix el misteri.
Després d'escriure aquesta novel·la viatja a la zona i s'hi interessa. D'aquí surten dues novel·les juvenils més: Sota el signe de Durga (1991-1993) i Nima, el xerpa de Namtxe o la recerca d'un norpa errant (1993).
També escriu narrativa per a infants i joves. En destaquen:
- L'empaitagrills i la noia de la Lluna (1993, premi Guillem Cifre de Colonya)
- El mussol Oriol i el lladre de les endevinalles (1994)
- El mag i l'estrella(1996)
- Perquè els nens no tenen por de l'Home del Sac jove (1996)
- Endevina, endevinaràs quin animal seràs (1995)
- Ulldevellut (1999, premi Josep M. Folch i Torres)[2]
- El concertista d'ocells (2002)
- Els llops de la lluna roja (2002, premi Ramon Muntaner)[3]
- L'Alba ja no va tenir por (2003)
- Papitis (2004)
- Mamitis (2005)

Ha publicat els contes infantils L'arbre de Nadal (2008), la novel·la continuació de les tres sobre l'Himàlaia La tomba de Thiangbotxé (2008) i L'Empaitagrills i la noia de la Lluna (2012).